# Alzamiento carlista de 1870
El alzamiento carlista de 1870, también conocido como «la escodada», fue uno de los levantamientos carlistas que tuvo lugar en España durante el Sexenio Revolucionario. 
Se produjo principalmente en las Provincias Vascongadas y La Rioja y fracasó rápidamente, debido a la traición de un oficial del Ejército que fingió haberse aliado a los carlistas para capturar a Don Carlos. Año y medio después de esta intentona, estallaba la tercera guerra carlista, que duraría hasta 1876.

## Historia

### Antecedentes

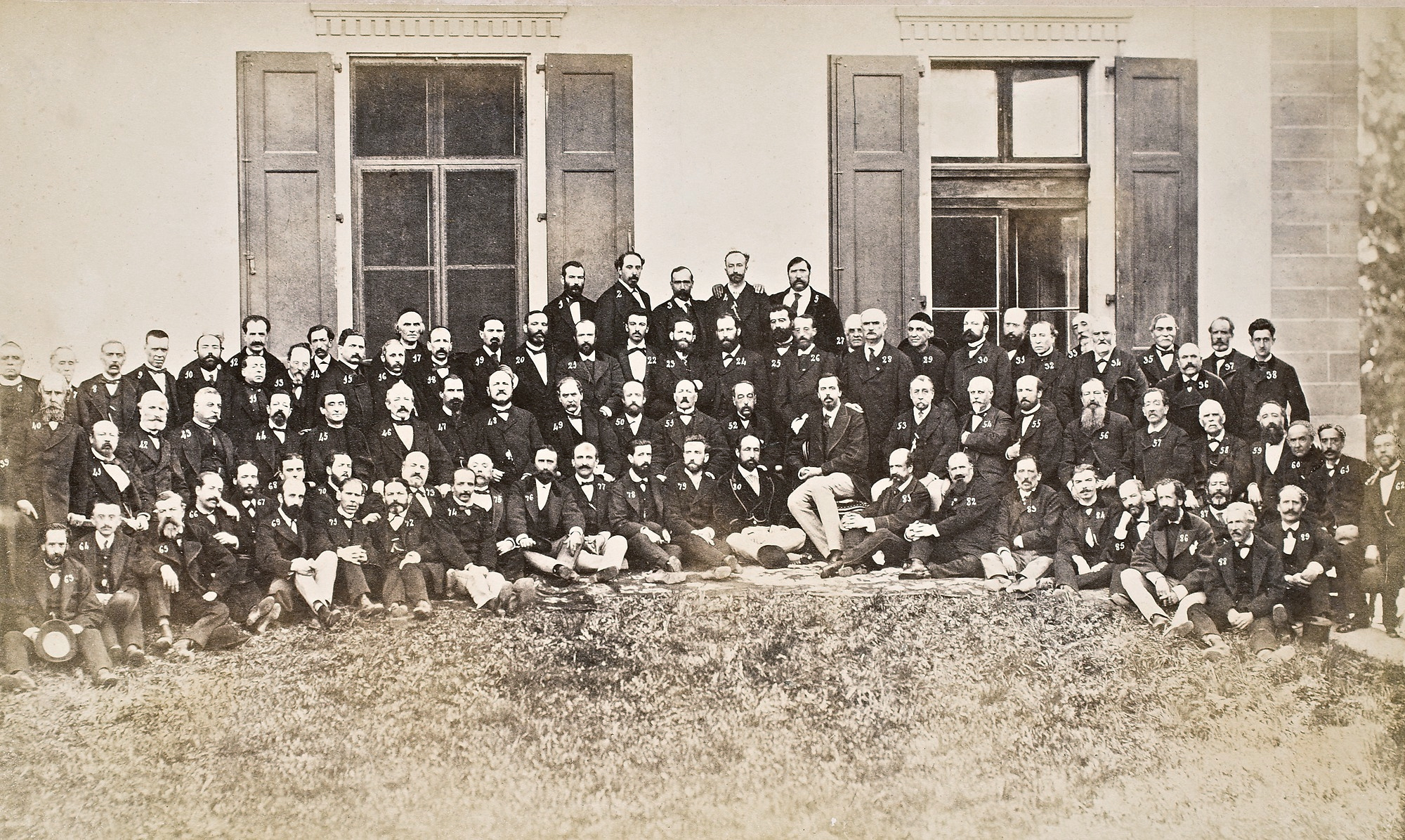
Junta de Vevey. Suiza, abril de 1870.

Tras el fallido alzamiento carlista de 1869 por la «unidad católica de España», continuó la conspiración legitimista, alentada por la inestabilidad del Sexenio Revolucionario. Tras la dimisión de Cabrera, en abril de 1870 tuvo lugar una conferencia carlista en Vevey (Suiza) para reorganizar el partido, y el 2 de agosto acudió al palacio de Don Carlos una comisión de carlistas asturianos a imponer una Cruz de la Victoria al príncipe Don Jaime, que acababa de nacer.
Ese mismo mes ocurrirían sucesos importantes para la comunión tradicionalista. Estallada la guerra franco-prusiana, Francia concentró su atención en el norte y quedó abierta la frontera de España, permitiendo una mayor actividad a los carlistas para sus preparativos militares. Al mismo tiempo negociaba Prim la candidatura del duque de Aosta, buscando la aceptación de éste.

### La insurrección

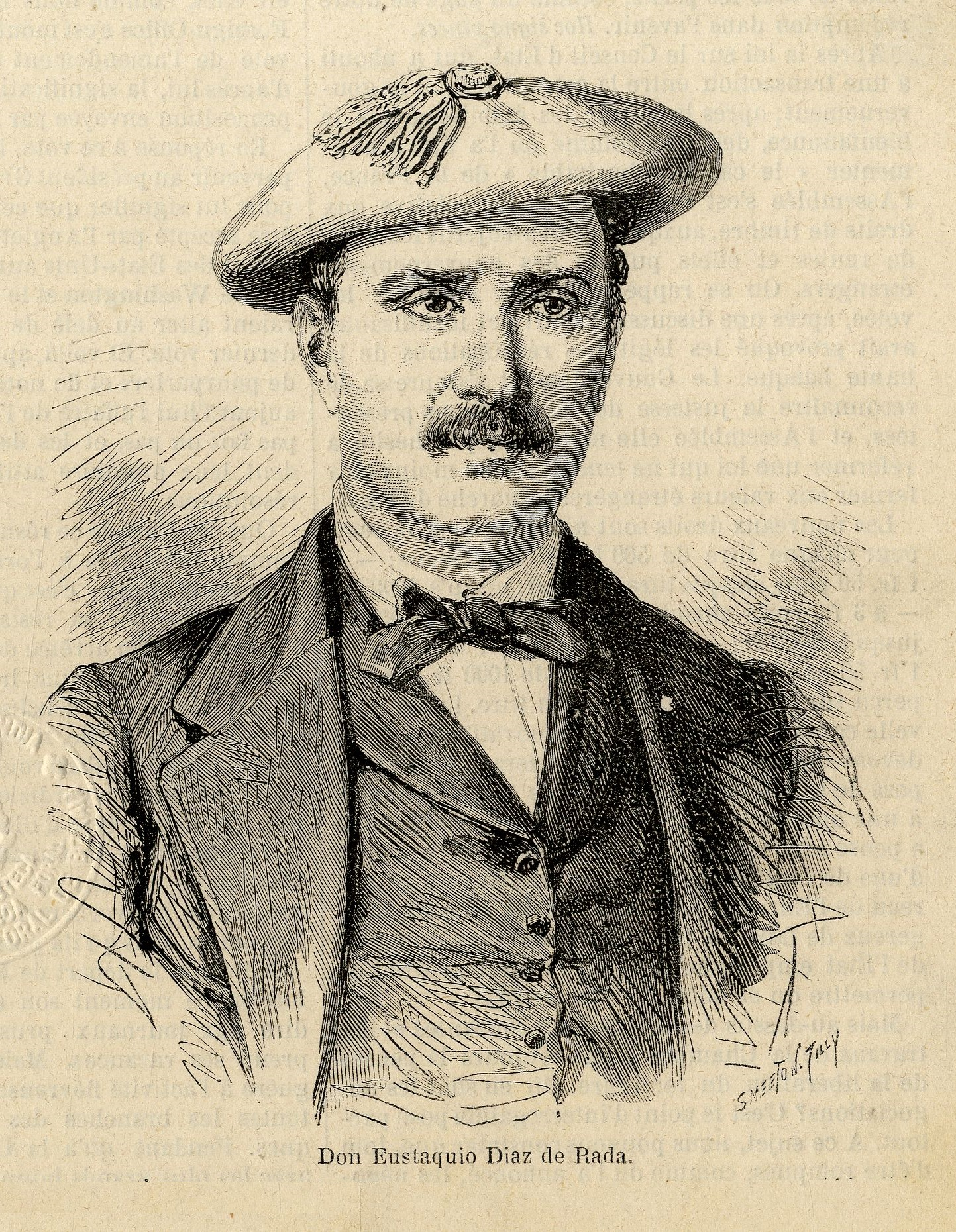
Eustaquio Díaz de Rada.

En estas condiciones tuvo lugar lo que en la historia del partido carlista se conoce con el nombre de la escodada. El coronel de carabineros, José Escoda y Canela, íntimo amigo de Prim, se puso en relación con el comandante general carlista Eustaquio Díaz de Rada, para proclamar a Don Carlos con las fuerzas de carabineros y algunas de la Guardia Civil y del Ejército, mediante la entrega de algunos miles de duros, el empleo inmediato a los jefes y oficiales y el pago de una cantidad de armas, firmándose un convenio entre ambos jefes en Sara el 6 de agosto de 1870, debiendo el general carlista unirse con sus fuerzas a las de Escoda y adoptarse disposiciones para que en el mismo día y a ser posible a la misma hora tuviese lugar el alzamiento general de Navarra, señalándose, después de algunas dilaciones por parte de Escoda, la fecha del día 27 para ello. El coronel Escoda pidió a Rada que, para más asegurar el éxito, viniesen con él Don Carlos y otras personalidades, y que trajesen consigo las sumas convenidas.
El día 27 concurrió Escoda a Vera, donde debía sublevarse; pero emboscó parte de su fuerza y puso otra en las casas del pueblo, mandando recado a Rada de que siguiese adelante hasta reunirse con él, mientras disponía fuerzas para envolverle; pero el general carlista, que ya estaba receloso por noticias de sus confidentes, se retiró, no cayendo en el lazo que se le tendía, dirigido a apoderarse a ser posible del propio Don Carlos, y de las cantidades y personalidades carlistas.
Como es natural, se dio contraorden a las partidas preparadas; pero no se pudo impedir que algunas de las Vascongadas y la Rioja, que no recibieron la contraorden a tiempo, se lanzasen al campo, teniendo algunos encuentros con las fuerzas del Gobierno.
El capitán general de las Vascongadas y Navarra, José Allende Salazar, dictó un bando el mismo día 27 de agosto declarando el estado de guerra en el territorio, castigando con el fusilamiento a todo carlista que fuese encontrado con las armas en la mano, aunque las arrojase al huir o las ocultase, y con deportación a Ultramar el que fuese preso aisladamente, aunque no llevase armas. Con esto hubo numerosas víctimas, emigrando muchos carlistas y siendo presos otros.